# Luciano Zerbini
Luciano Zerbini (Lazise, 16 febbraio 1960) è un discobolo e pesista italiano, quattro volte campione nazionale: tre volte nel lancio del disco (1989, 1992, 1993) e una volta nel getto del peso (1993).
Conclusa la carriera da professionista, ha continuato a gareggiare da master ottenendo buoni risultati a livello nazionale.

## Biografia

### Gli inizi (1978-1983)
Attivo fin da giovane sia nel lancio del disco che nel getto del peso, nel 1979 fece il suo esordio internazionale ai campionati europei juniores di Bydgoszcz.
In questa manifestazione partecipò solo nel peso raggiungendo la finale e concludendo nono lanciando a 16,46 m.

### L'affermazione internazionale (1984-1993)
Nel 1984 partecipò alle Olimpiadi di Los Angeles dove, nella gara di lancio del disco, conquistò il settimo posto con un lancio a 63,50, suo primato personale.
Questo sarà uno dei risultati più importanti della sua lunga carriera.
Nel 1989, riuscì a conquistare il suo primo titolo nazionale nel lancio del disco.
Due anni dopo prese parte ai Giochi del Mediterraneo ad Atene, come rappresentante della nazionale italiana sia nella gara di disco che di peso dove concluse rispettivamente primo e secondo.
Passa qualche mese e prese parte ai mondiali di Tokyo 1991 dove però non trovò fortuna fermandosi al turno di qualificazione.
Nella stagione al coperto 1992 partecipò ai Campionati europei indoor di Genova dove, dopo aver conquistato la finale con gli altri compagni di nazionale Alessandro Andrei e Paolo Dal Soglio, concluse quarto a pochi centimetri dal vincitore della medaglia di bronzo Klaus Bodenmüller.

Nella stagione all'aperto, dopo aver vinto il suo secondo titolo nazionale nel disco, partecipò alle Olimpiadi di Barcellona dove riuscì a raggiungere ancora la finale, questa volta però nel getto del peso. Si piazzò al 9º posto. Prese parte anche alla gara del lancio del disco, ma non superò le qualificazioni, in quanto effettuò tre lanci nulli.
Anche il 1993 iniziò nel migliore dei modi vista la sesta posizione conquistata ai mondiali indoor di Toronto.
Durante la stagione all'aperto, ai Giochi del Mediterraneo di Linguadoca-Rossiglione, riuscì a bissare la vittoria ottenuta due anni prima ad Atene.

### La squalifica per doping e gli anni recenti (1993-oggi)
Nel 1993, poco prima di partire per i mondiali di Stoccarda, venne raggiunto dalla notizia di una sua positività ad un test antidoping effettuato a sorpresa al campo di allenamento di Schio l'8 agosto durante una gara test in vista degli imminenti mondiali.
Zerbini chiese subito le controanalisi del campione di urine sperando in un risultato opposto a quello già ottenuto.
Il 14 agosto arrivò il verdetto definitivo delle controanalisi che diedero ancora risultato positivo al Metandrostenolone, uno steroide anabolizzante.
In seguito alla sua positività si aprì una forte polemica soprattutto per capire come Zerbini abbia fatto a procurarsi quella sostanza, contenuta in prodotti come il Dianabol, ma che non era commercializzata sul territorio italiano e, soprattutto, come abbia fatto a tracciare il programma di irrobustimento chimico.
Subito molti pensarono a Ekkart Arbeit, da pochi anni tecnico della nazionale italiana nei lanci, che in passato aveva collaborato con la Repubblica Democratica Tedesca e il loro progetto di somministrazione di doping agli atleti per migliorare le loro prestazioni.
La Federazione Italiana difese comunque il tecnico dicendo che non poteva essere lui ad aver consigliato e somministrato quelle sostanze.
Il 28 ottobre del 1993 la Federazione Italiana di Atletica Leggera ufficializzò la squalifica di quattro anni dalle competizioni all'atleta veneto.
Dopo il ricorso la Commissione d'appello della Federazione decise di diminuire la sanzione disciplinare dimezzandola da quattro a due anni.
Zerbini tornò a gareggiare dopo i due anni di squalifica, dedicandosi all'atletica master ottenendo ottimi risultati. È detentore del record italiano nel getto del peso per la categoria master MM45 con la misura di 15,78  (peso da 7,257 kg), ottenuta il 1º maggio 2005.

### La Palla Tamburello
Sportivo a tutto tondo, Zerbini è stato anche un giocatore di tamburello, militando in Serie A nella squadra del Salvi, di cui ha ricoperto il ruolo di presidente societario dal 2015 al 2024 e portato la sua squadra alla vittoria della Coppa Italia di categoria nel 2022.

## Record nazionali
Luciano Zerbini ha siglato i seguenti record italiani master:

### Master M45
- Getto del peso 7,260 kg, 15,78 m ( Rovereto, 10 maggio 2005) ex-

### Master M50
- Getto del peso 7,260 kg, 14,24 m ( Verona, 3 aprile 2010)

## Progressione

### Getto del peso
| Stagione | Risultato | Luogo             | Data      | Rank. Mond. |
| -------- | --------- | ----------------- | --------- | ----------- |
| 2013     | 12,70 m   | Trento            | 1-5-2013  | -           |
| 2012     | 13,60 m   | Caprino Veronese  | 9-6-2012  | -           |
| 2011     | 12,96 m   | Marcon            | 15-5-2011 | -           |
| 2010     | 14,24 m   | Verona            | 3-4-2010  | -           |
| 2009     | 13,44 m   | Comacchio         | 27-9-2009 | -           |
| 2008     | 14,78 m   | Trento            | 19-4-2008 | -           |
| 2007     | 14,50 m   | Bussolengo        | 14-7-2007 | -           |
| 2005     | 15,78 m   | Rovereto          | 1-5-2005  | -           |
| 2004     | 16,01 m   | Marcon            | 16-5-2004 | -           |
| 2003     | 17,15 m   | Trento            | 25-4-2003 | 359º        |
| 2002     | 17,82 m   | Clusone           | 3-9-2002  | 218º        |
| 2001     | 17,82 m   | Conegliano Veneto | 20-5-2001 | 223º        |
| 2000     | 17,97 m   | Bussolengo        | 1-9-2000  | 207º        |
| 1999     | 18,41 m   | Bolzano           | 24-5-1999 | 136º        |
| 1998     | 18,43 m   | Avezzano          | 29-8-1998 | 131º        |
| 1997     | 18,75 m   | Merano            | 23-8-1997 | 83º         |
| 1993     | 20,27 m   | Sestriere         | 19-7-1993 | 17º         |
| 1992     | 20,54 m   | Padova            | 23-7-1992 | 18º         |
| 1991     | 19,25 m   | Atene             | 6-7-1991  | 45º         |
| 1990     | 18,84 m   | Modesto           | 5-5-1990  | 78º         |

### Getto del peso indoor
| Stagione | Risultato | Luogo   | Data      | Rank. Mond. |
| -------- | --------- | ------- | --------- | ----------- |
| 1999     | 18,59 m   | Genova  | 21-2-1999 | 69º         |
| 1998     | 18,41 m   | Genova  | 8-2-1998  | 78º         |
| 1993     | 19,68 m   | Toronto | 12-3-1993 | 8º          |
| 1992     | 19,68 m   | Genova  | 29-2-1992 | 5º          |

### Lancio del disco
| Stagione | Risultato | Luogo             | Data      | Rank. Mond. |
| -------- | --------- | ----------------- | --------- | ----------- |
| 2012     | 41,81 m   | Vicenza           | 19-5-2012 | -           |
| 2011     | 44,02 m   | Vicenza           | 9-7-2011  | -           |
| 2010     | 45,60 m   | Padova            | 12-6-2010 | -           |
| 2009     | 44,93 m   | Verona            | 11-4-2009 | -           |
| 2008     | 45,30 m   | Verona            | 22-3-2008 | -           |
| 2007     | 41,32 m   | Viareggio         | 29-9-2007 | -           |
| 2005     | 49,35 m   | Ferrara           | 21-6-2005 | -           |
| 2004     | 50,05 m   | Schio             | 24-4-2004 | 617º        |
| 2003     | 54,91 m   | Conegliano Veneto | 17-5-2003 | 226º        |
| 2002     | 56,12 m   | Verona            | 12-7-2002 | 183º        |
| 2001     | 56,88 m   | Conegliano Veneto | 19-5-2001 | 155º        |
| 2000     | 58,29 m   | Milano            | 6-9-2000  | 147º        |
| 1999     | 60,43 m   | Vigna di Valle    | 27-2-1999 | 84º         |
| 1998     | 60,05 m   | Conegliano Veneto | 23-5-1998 | 96º         |
| 1997     | 58,44 m   | Trento            | 9-9-1997  | 128º        |
| 1993     | 64,26 m   | Bologna           | 2-8-1993  | 18º         |
| 1992     | 63,20 m   | Neubrandenburg    | 16-7-1992 | 43º         |
| 1991     | 62,80 m   | Piacenza          | 2-7-1991  | 41º         |
| 1990     | 63,52 m   | Salinas           | 24-4-1990 | 34º         |
| 1989     | 63,52 m   | Salinas           | 24-5-1989 | 34º         |
| 1984     | 63,50 m   | Los Angeles       | 10-8-1984 | 27º         |
| 1983     | 61,02 m   | Rieti             | 4-9-1983  | 89º         |

## Palmarès
| Anno | Manifestazione          | Sede                   | Evento           | Risultato      | Misura  | Note                          |
| ---- | ----------------------- | ---------------------- | ---------------- | -------------- | ------- | ----------------------------- |
| 1979 | Europei juniores        | Bydgoszcz              | Getto del peso   | 9º             | 16,46 m |                               |
| 1984 | Olimpiadi               | Los Angeles            | Lancio del disco | 7º             | 63,50 m | Miglior prestazione personale |
| 1991 | Giochi del Mediterraneo | Atene                  | Lancio del disco | Oro            | 60,10 m |                               |
| 1991 | Giochi del Mediterraneo | Atene                  | Getto del peso   | Argento        | 19,25 m |                               |
| 1991 | Mondiali                | Tokyo                  | Lancio del disco | 26º            | 58,34 m |                               |
| 1992 | Europei indoor          | Genova                 | Getto del peso   | 4º             | 19,68 m | Miglior prestazione personale |
| 1992 | Olimpiadi               | Barcellona             | Getto del peso   | 9º             | 19,88 m |                               |
| 1992 | Olimpiadi               | Barcellona             | Lancio del disco | qualificazioni | nm      |                               |
| 1993 | Mondiali indoor         | Toronto                | Getto del peso   | 6º             | 19,68 m | Miglior prestazione personale |
| 1993 | Giochi del Mediterraneo | Linguadoca-Rossiglione | Lancio del disco | Oro            | 60,90 m |                               |

## Campionati nazionali
- 3 volte campione nazionale nel lancio del disco (1989, 1992/1993)
- 1 volta nel getto del peso (1993)